# Hard Candy (альбом Мадонны)
Hard Candy (с англ. — «Леденец») — одиннадцатый студийный альбом американской певицы и автора песен Мадонны, выпущенный 28 апреля 2008 года и ставший последним номерным альбомом, выпущенным по её контракту с Warner Bros. Records (сборник лучших песен, выпущенный осенью 2009 года, полностью завершил контракт). Мадонна начала работу над альбомом в 2007 году и сотрудничала с Джастином Тимберлейком, Тимбелэндом, Фареллом Уилльямсом и Флоидом Хиллсом. Альбом имеет общую R&B стилистику, в основе оставаясь танцевальной поп-записью. Warner Bros. также предложила группе Pet Shop Boys сотрудничать с Мадонной над альбомом, но позже звукозаписывающая компания передумала и отозвала свои предложения.
Мадонна заинтересовалась сотрудничеством с Тимберлейком, прослушав его альбом 2006 года FutureSex/LoveSounds. Вместе они разработали целый ряд песен для альбома, но в основном запись базировалась на демозаписях Уильямса. Мадонна уже имела несколько песен для альбома, которые изменял Тимберлейк. Перед записями между ними развивались интенсивные дискуссии. Позже Мадонна напомнила, что большинство песен в Hard Candy автобиографичны во многих отношениях. Однако, по её словам, это было непреднамеренно и произошло в процессе разработки альбома.
Мадонна поначалу хотела изобразить себя в качестве Чёрной Мадонны на обложке и называть альбом так же, но потом почувствовала, что идея может быть спорно воспринята. Вместо этого, она назвала альбом Hard Candy, который ссылается на сопоставлении жёсткости и сладости. Реакция критики на альбом была в целом благоприятной, хотя некоторые обозреватели осудили его за попытку использовать явные маркетинговые ходы. После релиза Hard Candy дебютировал под номером один в 37 странах мира, в том числе США, Австралии, Канады, Франции, Германии, Японии и Великобритании и стал одиннадцатым самым продаваемым альбомом во всём мире 2008 года. Во всём мире альбом был продан тиражом более четырёх миллионов экземпляров.
Три песни альбома были выпущены в качестве синглов. Первый, «4 Minutes», имел успех во всём мире, поднявшись в чартах 21 страны и став тридцать седьмым хитом топ-10 для Мадонны в Billboard Hot 100. Другими синглами стали «Give It 2 Me» и «Miles Away». В поддержку альбома Мадонна отправилась в небольшой промотур, где она дала концерты в трёх городах на небольших площадках. Альбом был также поддержан мировым туром 2008—2009 года Sticky & Sweet Tour, который впоследствии стал самым кассовым турне для сольного исполнителя.

## Предыстория и развитие

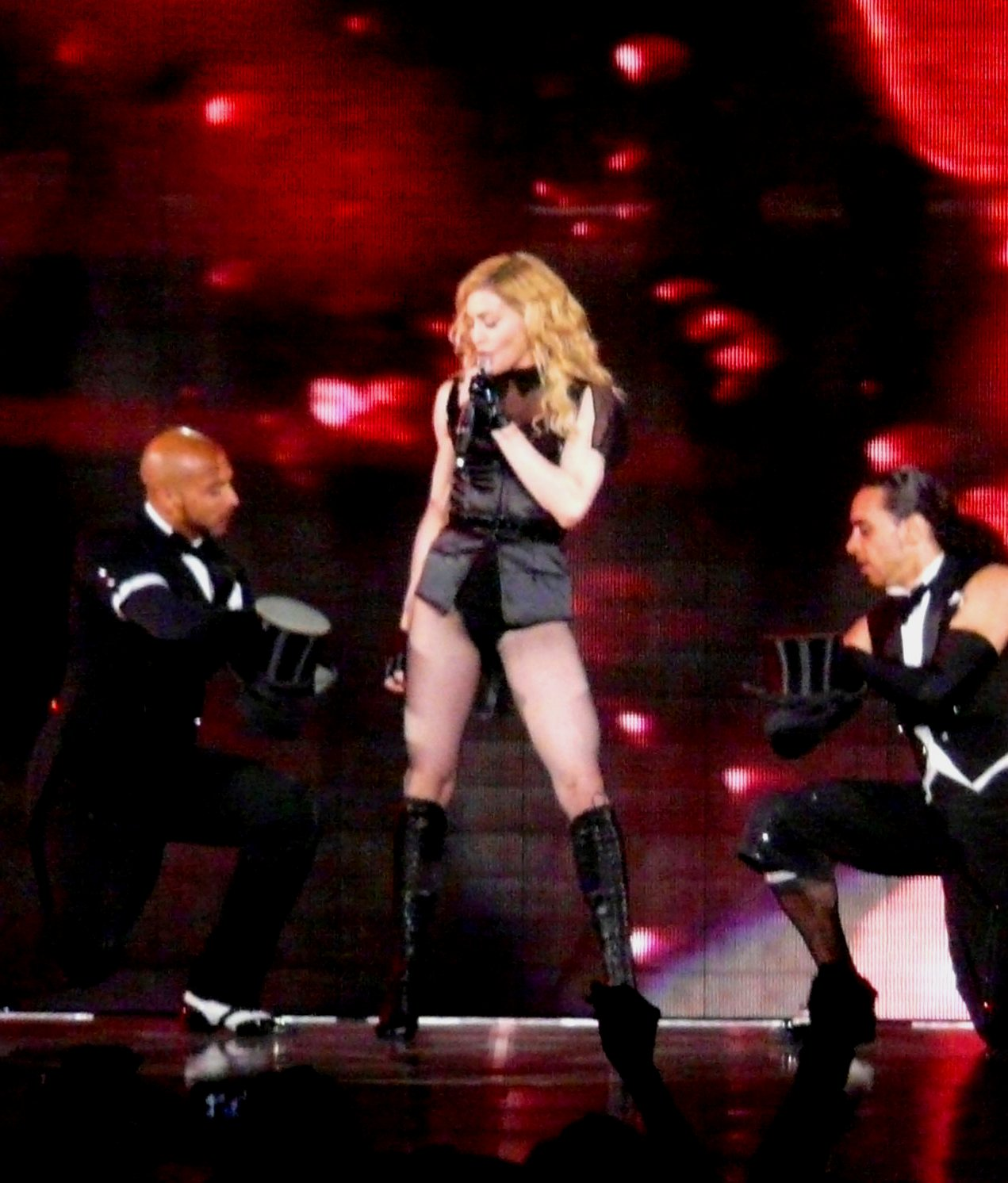
Мадонна открывала Sticky & Sweet Tour песней «Candy Shop», которая также является первой в трек-листе альбома.

В феврале 2007 года Тимбалэнд заявил, что работал с Мадонной над её предстоящим 11-й студийным альбомом. Это был последний студийный альбом Мадонны для Warner Bros., после выхода коллекции хитов (Celebration) она присоединится к Live Nation Artists, ставшей новой ветвью концертного промоутера Live Nation. 10-летний контракт с Live Nation охватывает всю работу над музыкой Мадонны и бизнес-партнёрство, связанное в том числе на использовании бренда Мадонны, выпуск новых студийных альбомов, гастроли, мерчандайзинг, фан-клубы/веб-сайты, DVD, музыку и кино проектов и связанных с ним договоров поручительства. В августе 2007 года, Timbaland рассказал о работе над альбомом MTV News. Вместе c Джастином Тимберлейком они подтвердили работу с Мадонной, сказав, что они написали десять песен для неё. Было также подтверждено, что песни «La, La» и «Candy Shop», были написаны Фаррелом Уильямсом. Тимбелэнд добавил:

«Мы с Джастином сделали записи. [Мадонна] получила горячий альбом. Её альбом переплюнет альбом Джастина. […] Ах, есть также одна песня, которая отсылает к временам: „You must be my luck-eee starrrr!“… Помните трек „Ugly“ от Bubba Sparxxx? Я сделал нечто подобное. Хук там нет слов. Кстати название песни „La, La“, которую написал Фаррел, поменяли на более дерзкую „Candy Shop“.

Timbaland закончил тем, что название альбома ещё не появилось, но отметил, что запись будет завершена в сентябре 2007 года MTV описал новый альбом, как нечто движимое влиянием рынка. Он изначально был определён как имеющий „множество продюсером и разнородную стилистику“ Pet Shop Boys изначально были приглашены Warner Bros. писать и выпускать несколько песен для альбома. Нил Теннант рассказал, что на той же неделе они связались с компанией, где им сообщили, что Warner Bros. изменили своё решение: „Мы получили отказ, так как они решили глубже развить R&B маршруты“. Timbaland охарактеризовал альбом как „Holiday“ в стиле R&B ритмов».

## Запись

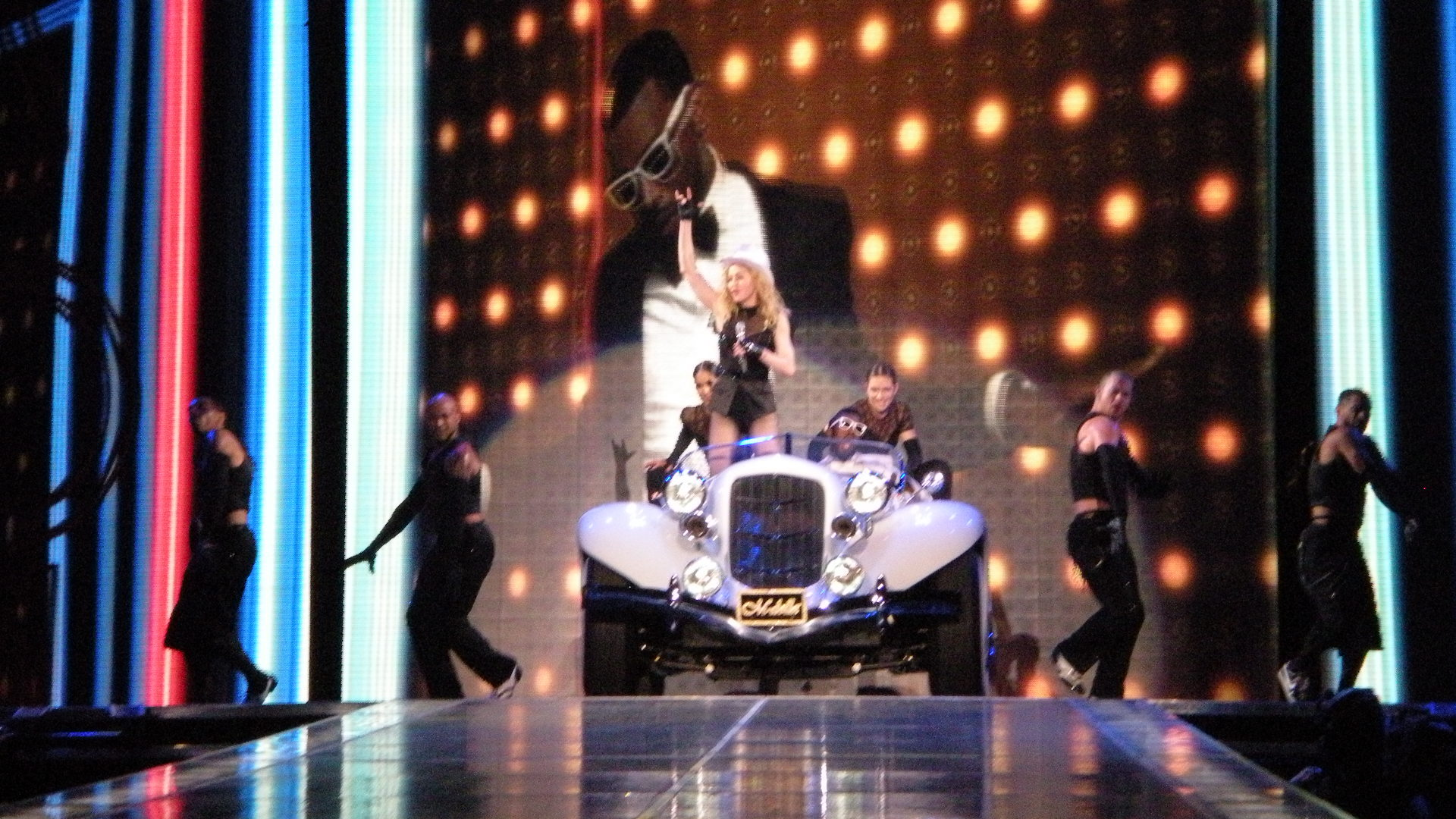
Во время исполнения «Beat Goes On» Мадонна и её танцоры выезжали на машине.

В альбоме присутствуют вокальные выступления Джастина Тимберлейка, Timbaland, Фаррела Уильямса и Канье Уэста. Альбом спродюсирован Мадонной, Timbaland, Тимберлейком, The Neptunes и Nate «Danja» Hills. Ранее Мадонна работала с относительно неизвестными продюсерами, такими как Уильям Орбит, Мирваис Ахмадзай и Стюарт Прайс. Тем не менее, для Hard Candy Мадонна решила сотрудничать с продюсерами и исполнителями, которые были уже хорошо известны. В беседе с MTV, Мадонна объяснила своё решение о сотрудничестве с известными продюсерами: «Потому что они хороши, и мне нравится их дерьмо […] Я имею в виду, что не хотела бы повторяться, и я так делала. Меня спрашивали какую музыку я люблю сейчас. На данный момент альбом [Тимберлейка] FutureSex/LoveSounds. […] Я слушала его как одержимая». Мадонна уже начала работу над альбомом с Фаррелом, и во время одного из перерывов в его записи, менеджер певицы Гай Осири встретился с Тимберлейком, сказав, что «было бы здорово», если бы он записал несколько песен вместе с ней. Тимберлейк прокомментировал: "Это было бы замечательно, но я подумал: «Этому никогда не случится», […] Это докажет Фаррел. Они уже заложили основу вместе с ним. Она играла «Candy Shop» и несколько других песен, и я подумал: «Какая крутая работа». Я думал, что она сможет делать все записи с Фаррелом, если захочет, то спросит: «Что бы нам подошло вместе?» В основном мы пришли к тому, что переделали мои записи совместного продюсирования и просто добавляли вокал Мадонны. Первый трек, записанный Мадонной и Тимберлейком был «Devil Wouldn’t Recognize You». Тимберлейк говорил, что песня, над которой Мадонна работала в течение многих лет, прежде чем начала работать над Hard Candy, сопоставима с «Frozen» (1998). Он хотел включить строку «The devil wouldn’t recognize you, but I do» как броский элемент, выглядящий как концепция песни.
Тимберлейк был поражён количеством готового материала для записи, который был у Мадонны. Он сказал, что обычно не записывает свои тексты, так как «идеи приходят к нему очень быстро, но Мадонна записывала все свои мысли, загадки, стихи, чувства в ноутбук… и всё время ему их присылала. Было забавно получать эти маленькие кусочки и складывать их вместе как головоломку». Для записи «Miles Away» Тимберлейк сочинил гитарный рифф, спросив у Мадонны: «Как мы можем выразить это? О чём мы можем сказать? Что нужно для этого сделать?». Мадонна решила обсудить между собой и Тимберлейком дальнейшие идеи для песен. Одна из мыслей, связанная с разрывом из-за дальних расстояний, которые по их мнению, слишком личные, тем не менее послужила темой «Miles Away». Мадонна прокомментировала записанную версию: «Для атмосферы вокруг были разложены вещи. Мы записали текст, положили музыку […] И после того, как закончили песню, всё стало очевидно. Студия напоминала в этом».

## Музыкальная структура и стилистика
«Miles Away» — это песня про большинство людей, которые работают вдали от близких. Если и вам, и человеку, которого вы любите, приходится много ездить, вы оказываетесь разделены, и это очень разочаровывает. [...] Я американка, а он [Гай Ричи] британец, и мне приходится постоянно ездить в Америку. [...] В начале наших отношений дальние расстояния переживались особенно тяжело. Я также считаю, что проще для людей сказать что-то на расстоянии, это менее болезненно. В «Miles Away» я пытаюсь выразить мысли и чувства людей, которые сталкиваются с такими проблемами.
В интервью журналу Interview Мадонна объяснила, что вдохновило её на песни и музыку Hard Candy: «Возможно, во многом большинство песен [на Hard Candy] являются автобиографичными, но это, скорее, непреднамеренно. Я не собираюсь рассказывать личные истории, когда пишу музыку. Так получается само собой. И потом много раз, спустя полгода, восемь месяцев, я думаю „О, так вот о чём я написала!“ Но это когда я играю песню для многих людей, и они все думают: „О, слова так точно передают моё состояние“».
Песня «Candy Shop» открывает альбом. По словам продюсера Уильямса, слово «конфеты» используется в качестве метафоры для слова «секс». Уильямс сказал: "Мы были в студии, […] и [Мадонна] воскликнула: «Слушай, сделай что-нибудь жаркое и грязное». Я посмотрел на неё вопросительно: «Она сказала „жаркое и грязное?“». Она мне на это: «Что?», а я потом «ОK!». Так что мы просто работали и сделали это". Первый сингл альбома, «4 Minutes», был первоначально известен как «4 Minutes Save the World». Создание песни было мотивировано призывом сохранить планету от разрушения и тем, как люди могут получить удовольствие в процессе. По словам Мадонны, песня вдохновила её на создание документального фильма «Я есть, потому что мы есть». Песня содержит вокал Тимберлейка и Тимбалэнда. В энергичной танцевальной композиции, выполненной в стиле урбанистичного хип-хопа, присутствуют также ритмы жанра бхангра. В песне используются духовые инструменты, звуки морской сирены и коровьих колокольчиков. В словах песни содержится послание общественности, вдохновлённое визитом Мадонны в Африку и человеческими страданиями, свидетелем которых она стала. Во втором сингле альбома, «Give It 2 Me», Мадонна объединила шаровую музыку и фанковые басы. «Если это незаконно, арестуйте меня», — поёт она, — «если ты сможешь справиться, раздень меня». Песня имеет короткий речитатив, где Мадонна непрерывно повторяет фразу «Get stupid» (англ. «будь глупее»), а Уильямс поёт: «To the left, to the right». Песня была написана Мадонной как гимн, само-манифест, который, хотя сначала и кажется написанным лишь о танцах и сексе, является ссылкой на карьеру Мадонны, охватывающую три десятилетия в музыкальной индустрии. Музыкально это оптимистичная танцевальная песня, использующая западно-африканские ударные и коровьи колокольчики Бэк-вокал для композиции был записан Уильямом. Четвёртый трек «Heartbeat» выделяется вокалом Мадонны, похожим больше на затаённое дыхание, а также интерлюдией, где музыка меняется от нормального ритма в партию ударных.
MTV заявил, что «Miles Away», третий сингл альбома, был самым обманчиво простым треком, потому что, изначально выглядя поверхностным, внутри он содержит множество технических приёмов. Песня отличается от танцевальной тематики альбома и исследует тему трудностей дальних перелётов. «Miles Away» представляет собой электронную меланхоличную балладу, которая, согласно Мадонне, автобиографична и продиктована отношениями с её мужем Гаем Ричи. Тема их взаимоотношений продолжается и в следующем треке «She’s Not Me», который говорит об измене Мадонне с другой женщиной, где певица произносит строки: «Она одевается как я, говорит как я. Меня это бесит. Она зовёт тебя также, как я делаю это ночью. Что вообще происходит?». Следующий трек «Incredible» начинается как песня о любви, но показывает себя как призыв начать всё сначала в изменениях аранжировки мелодии. По данным MTV, сдвиг в структуре отражает собственную путаницу Мадонны в том, как она относится к своему возлюбленному в песне. «Beat Goes On», спетая совместно с Уэстом, включает R&B мотивы 70-х, танцевальные биты 80-х, а также рэп-речитатив Уэста. Уильямс отметил, что трудовая этика Мадонны отличается от артистов, с которыми он работал прежде. Это нашло своё отражение в песне «Spanish Lesson», где она поёт строки «Если ты делаешь домашнюю работу, детка, я задам тебе больше». Песня также имеет влияние испанской музыки. Влияние грува присутствует в «Dance 2night», записанной совместно с Тимберлейком. «Devil Wouldn’t Recognize You» была написана Мадонной перед началом работы над альбомом. В песне есть ощущение тайны, она начинается тихо и медленно со введением на фортепиано. Затем она становится быстрой и меланхоличной, и Мадонна поёт: «Твои глаза полны сюрпризов / Они не могут предсказать мою судьбу». Элементы трип-хопа содержатся в последней композиции альбома «Voices», состоящей из колебаний аккордов и хоровых партий. Текст затрагивает вопросы самоконтроля и управления: «Ты гуляешь с собакой / Или собака гуляет с тобой?».

## Релиз и оформление

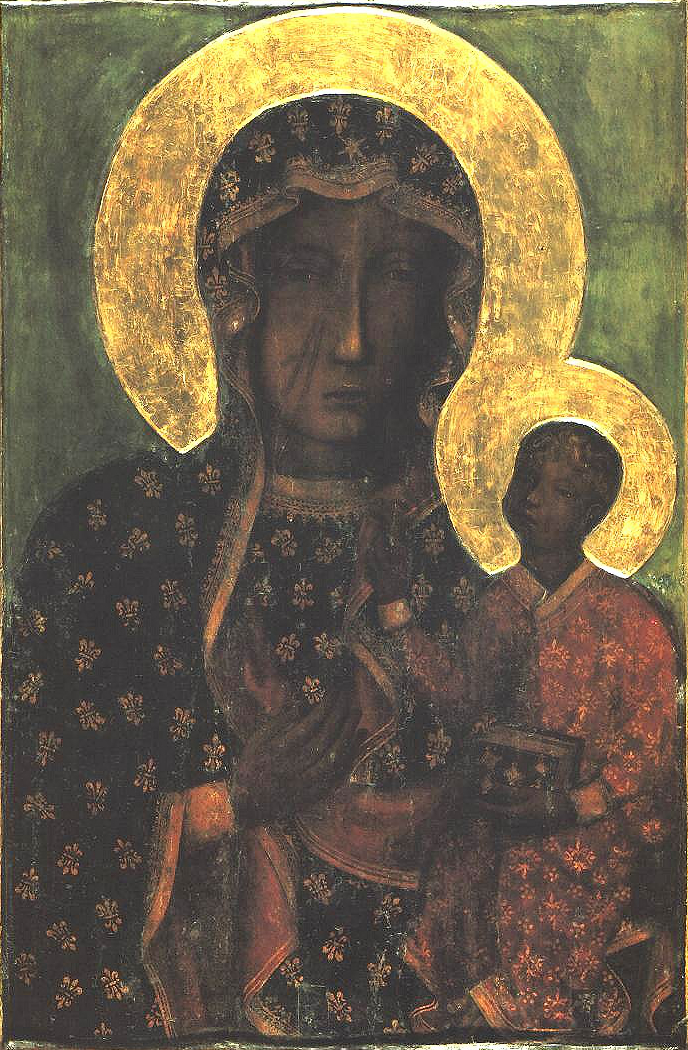
Ченстоховская икона Божией Матери (известна как «Чёрная Мадонна»), Польша. Мадонна хотела изобразить себя в качестве Чёрной Мадонны на обложке альбома, но позже отказалась от этой идеи.

Hard Candy был выпущен 25 апреля 2008 года в европейских странах: Германии, Ирландии, Австрии и Нидерландах. 28 апреля альбом был выпущен в Великобритании, Бразилии и во всей остальной Европе, 29 апреля в Мексике, Соединённых Штатах и Канаде. Billboard сообщал, что первоначальное название альбома Licorice, оно было объявлено на Sirius Satellite Radio в программе OutQ. В интервью MTV Australia Мадонна объяснила, что основной темой Hard Candy было включение образа боксёра, идея о котором повторяется в песне «Give It 2 Me». По её словам, название [«Give It 2 Me»] в основе противоречивое по смыслу. Таким образом, первоначально Мадонна решила, что название песни должно было использоваться для тогда безымянного альбома. Оно было изменено после выхода одноимённой песни Тимбалэнда. После этого Мадонна решила назвать альбом Black Madonna («Чёрная Мадонна»), и даже сделала фотографию для обложки, нанеся чёрный грим с белыми глазами. В интервью журналу Rolling Stone 2009 года, Мадонна прокомментировала:

"Я сделала фотосессию со Стивеном Кляйном для обложки моего последнего альбома, где моё лицо заретушировано чёрным за исключением красных губ и белых глаз. Это некая игра слов. Вы когда-нибудь слышали о Чёрной Мадонне? Это имеет смысл ни для минуты размышлений, и мне показалось, что это будет весёлое название для записи. Тогда я подумала: «Двадцать пять процентов людей в мире подумают лишь так, как задумала я. Это всегда так — мои отсылки можно мерить по шкале Рихтера».

Название альбома Hard Candy было окончательно подтверждено каналом MTV. Представитель Мадонны Лиз Розенберг сказала Entertainment Weekly: "Она любит сладости, […] то есть это [название] о сопоставлении жёсткого и сладкого, что можно объяснить фразой Мадонны: «Я собираюсь надрать вам задницу, но делаю это, чтобы всем было хорошо». Обложка альбома была выпущена в то же время. На ней Мадонна с коротко стрижеными волосами в чёрном купальнике с боксёрским поясом, титулированным на талии. На него нацеплена пряжка с надписью «Give It 2 Me», первоначальным названием альбома. Фон стилизован как огромное изображение розового леденца. Фотография была сделана во время фотосессии с Кляйном к апрельскому выпуску журнала Interview в 2008 году.

## Реакция критики
| Совокупная оценка    | Совокупная оценка |
| Источник             | Оценка            |
| -------------------- | ----------------- |
| Metacritic           | (65/100)          |
| Оценки критиков      |                   |
| Источник             | Оценка            |
| Allmusic             | [ 24 ]            |
| Blender              | [ 25 ]            |
| Billboard            | Positive          |
| Entertainment Weekly | B+                |
| The Guardian         | [ 28 ]            |
| NME                  | (5/10)            |
| PopMatters           | (5/10)            |
| Rolling Stone        | [ 31 ]            |
| Slant Magazine       | [ 32 ]            |
| The Times            | [ 33 ]            |

Hard Candy получил оценку 65/100 на Metacritic, которая говорит в общем о «положительных отзывах». Марк Savage от BBC прокомментировал состав треков, говоря: «если несколько треков были спродюсированы с большей чувственностью, Hard Candy был бы среди лучших альбомов Мадонны […] Снова и снова, она смешивает свою чувственность, превращая их в поп-ударные, используя рэп и чрезмерно сильное продюсерское влияние». Стивен Томас Эрльюин из Allmusic считает, что «в альбоме ощутимо чувство интереса, как будто Мадонна только что передала бразды правления Фареллу и Тимберлейку, доверив им отполировать этот кусок „чёрствой конфеты“. Может быть дело не в музыке, может быть, ей просто нужно добить последний альбом по контракту с Warner, прежде чем она переместится на зелёные пастбища с Live Nation, в любом случае, Hard Candy большая редкость: самый бездушный альбом Мадонны». Том Янг из Blender дал положительную оценку, сказав «на Hard Candy Мадонна похожа на профессиональную воровку, проникшую в храм поп-лакомства и сорвавшую большой куш. 11-й альбом по-хорошему грязный, не особо мерзкий, но выглядящий как настоящая купель похоти по сравнению с проповедным и откровенным балладником American Life 2003 года и мистерией о прожитом жизненном пути, зашифрованной в клубную атмосферу транса на Confessions on a Dance Floor 2005 года». Керри Мейсон из Billboard похвалил новое звучание и музыкальное направление Мадонны, но упомянул, что "она стала продюсерской марионеткой, хотя всегда «Мадонна делала продюсеров, а не наоборот». Крис Уильмэн из Entertainment Weekly дал оценку «B+» и сказал: «Мадонна умеет работать, сохраняя в себе молодой потенциал». Майк Коллетт-Уайт от Reuters сообщил: «Словно некий прощальный подарок, 11-й альбом Мадонны последний, прежде чем истекает долгосрочный контракт с лейблом Уорнер Бразерс, он необычайно щедр, если смотреть на ранние работы […] Hard Candy прочно закреплён среди рок-критиков».
Карин Ганц из журнала Rolling Stone сказал, что «Hard Candy является „работой команды королей-продюсеров американских чартов“, которая помогла Мадонне „пересмотреть свои начинания как королевы уличного танцпола“ […] Hard Candy демонстрирует как Мадонна позволяет именитым продюсерам делать себя их игрушкой». Бен Томпсон из The Guardian прокомментировал музыку, сказав, что «Hard Candy жёсткий, достаточно приторный, предлагающий кондитерские изделия для слушателя, чтобы испортились его зубы […] Когда [ему] угрожает скука, обязательно что-то происходит, возвращающее интерес». Сара Хэйбигэрэй из The Times считает, что «в то время как Hard Candy не катастрофа», продюсеры альбома уже делали что-то похожее с Нелли Фуртадо, Бритни Спирс и Гвен Стефани". Энди Джилл из The Independent сказал, что альбом изобразил Мадонну как «выехавшую на исключительном закостенелом таланте, просто удовлетворяющую сладкие потребности танцевальной музыки». Томас Хауснер из PopMatters писал, что альбом «перекачан и напичкан поп-мотивами, которые не отличаются от искусственных, при этом даже успокаивающий вокал Мадонны не может это исправить». Том Юинг от Pitchfork Media размышлял: «После прослушивания [альбома] остаётся открытым вопрос: если открыто никто не участвует в Hard Candy, кто тогда жмётся возле своего творческого пика?». Сэйл Санквимэнэй из Slant Magazine был разочарован альбомом и сказал: «Мадонна не принесла ничего особенного в альбоме так как это сделал её дебют и, возможно, даже не только […] Есть несколько откровений, здесь ничего политического, ничего слишком духовного, нет речи о славе, войне или средствах массовой информации. Это именно то, что Америка примет». Уилфред Янг из NME предположил, что «Hard Candy достаточно сильный альбом по меркам поп-музыки, но это работа повелительницы инноваций? Довольно посредственный».

## Позиции в чартах

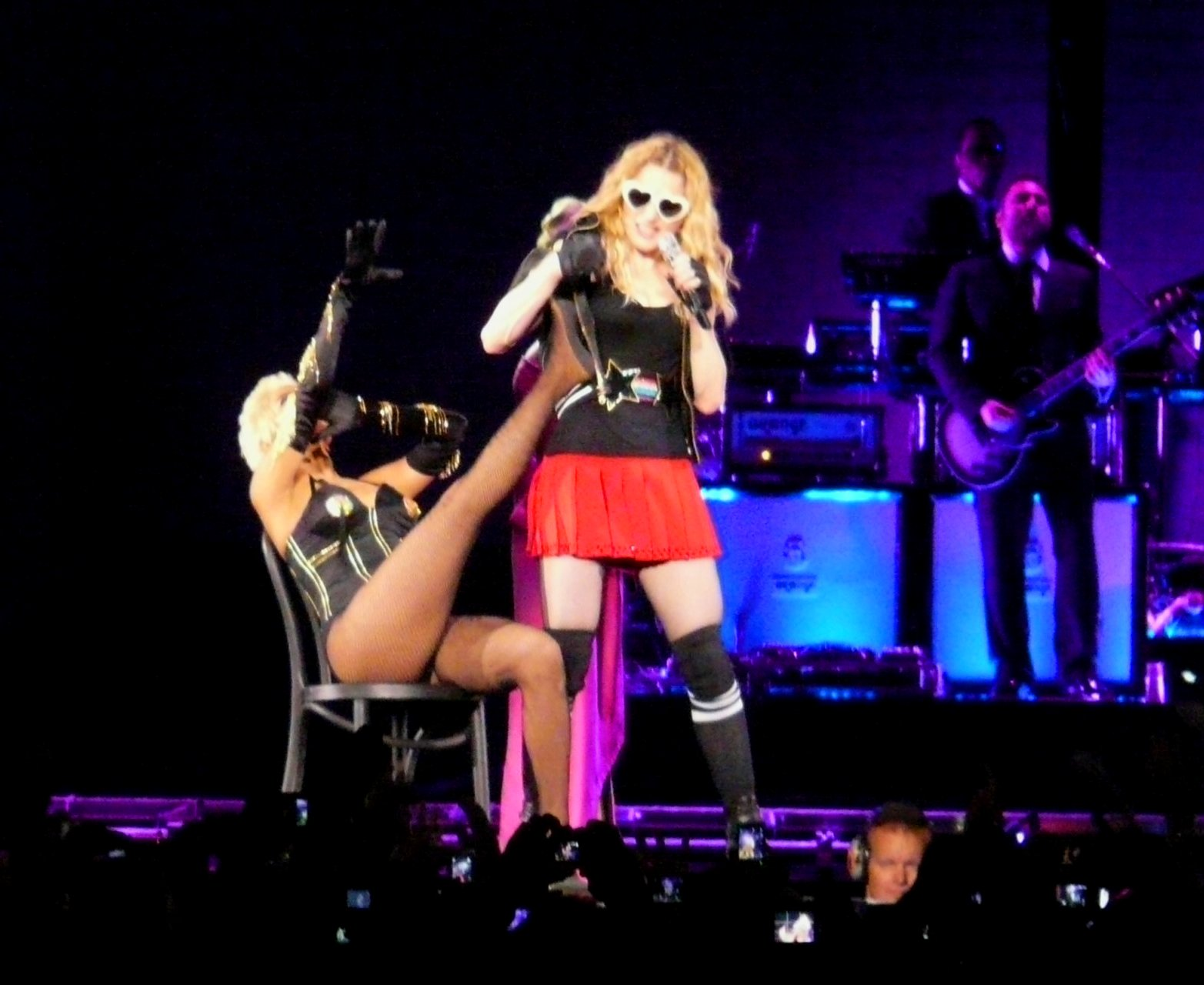
Мадонна исполняет «She’s Not Me» на концерте Sticky & Sweet Tour. Во время выступления на сцене были четыре ранних образа Мадонны, над которыми она надсмехалась.

После релиза, альбом дебютировал на первой строчке чартов в 37 странах и стал одиннадцатым самым продаваемым альбомом в мире в 2008 году по данным Международной федерации производителей фонограмм. По всему миру альбом был распродан в более чем четыре миллиона копий. По данным Nielsen SoundScan, Hard Candy был распродан в 100 000 копий в Соединённых Штатах только в первые дни релиза. Он дебютировал в Billboard 200 на первой строчке с продажами более 280 000 копий. Hard Candy стал для Мадонны седьмым альбомом номер один, который сделал её вторым артистом-женщиной, попавшим на первую строчку Billboard, после Барбры Стрейзанд. Альбом был сертифицирован как золотой Американской ассоциацией звукозаписывающих компаний 4 июня 2008 после продаж, превысивших 500 000 копий в Соединённых Штатах. К январю 2012 альбом был распродан в 740 000 копий по данным Nielsen SoundScan.
В Канаде альбом дебютировал на вершине Canadian Albums Chart и был сертифицирован как платиновый Канадской ассоциацией звукозаписывающих компаний с продажами в 80 000 копий.
В Австралии Hard Candy стал седьмым альбомом, добравшимся до первой строчки в ARIA Albums Chart. Альбом был сертифицирован как платиновый Австралийской ассоциацией звукозаписывающих компаний с продажами в 70 000 копий. В Новой Зеландии Hard Candy дебютировал и добрался до пятой строчки 5 мая 2008 года, продержавшись в чарте девять недель.
Альбом дебютировал на первой строчке в недельном чарте Oricon в Японии, где был распродан в 55 462 копий, и держался на этой позиции две недели за счёт увеличения числа продаж в 80 000 копий. Hard Candy стал первым альбомом на пике чарта после 18-летнего перерыва с I’m Breathless (1990) Мадонна стала первым международным артистом в истории японских чартов, альбомы которой попадали на первую строчку на протяжении трёх десятилетий. В Латинской Америке альбом достиг третьей строки (в Мексике), а также был сертифицирован как платиновый. В Аргентине альбом достиг третьей строки в Месячном чарте альбомов CAPIF и был сертифицирован как платиновый.
Hard Candy также дебютировал на первой строчке UK Albums Chart, где Мадонна стала третьим исполнителем с наибольшим количеством альбомов на первом месте (10 альбомов). Ранее такой же результат смогли достигнуть лишь The Beatles (15 альбомов) и Элвис Пресли (11 альбомов). Альбом был сертифицирован как золотой Британской ассоциацией звукозаписи с отметкой продаж в 100 000 копий в Соединённом королевстве. По данным The Official Charts Company, к сентябрю 2009 года Hard Candy был распродан в 335 523 копий в Великобритании. Он также достиг вершины в чарте European Top 100 Albums, перепрыгнув с 14-й на первую строчку. В Германии альбом дебютировал на пике Media Control Charts и присутствовал там сорок недель. В Ирландии альбом дебютировал на вершине всех ирландских чартов, обойдя при этом Мэри Блэк c прозвищем «25 лет — 25 песен». Альбом был особенно успешен в Бразилии, где песни «4 Minutes», «Give It 2 Me», «Heartbeat», «Beat Goes On» и «Candy Shop» были сертифицированы всеми как платиновые с продажами 100 000 копий песен в цифровой загрузке.

## Синглы
«4 Minutes» была выпущена в качестве первого сингла альбома 17 марта 2008 года. Песня получила высокую оценку многих современных критиков. Некоторые из них, однако, отметили, что именно Мадонна выбрала Тимберлейка, который оказался приглашённым исполнителем песни. «4 Minutes» добился международного успеха, возглавив чарты в 21 странах по всему миру. Для Мадонны сингл стал 13-й песней номер один в Великобритании, что стало самым высоким показателем для любой женщины-артиста в британских чартах. В Соединённых Штатах «4 Minutes» добралась на третью строчку в Billboard Hot 100, что стало для Мадонны её тридцать седьмым хитом в первой десятке, побив рекорд Элвиса Пресли. В сопровождающем видео Мадонна и Тимберлейк пели и убегали от гигантского чёрного экрана, который пожирал все на своём пути. В конце видео Мадонну и Тимберлейка потребляет экран. Песня была номинирована на Грэмми в категории «Лучший вокальный поп-дуэт».
«Give It 2 Me» был выпущен 4 июня 2008 года в качестве второго сингла альбома. Песня получила положительные отзывы от критиков. Он стал тридцать девятым синглом Мадонны на первой строчке в Billboard Hot Dance Chart Play Club. Он продержался в Billboard Hot 100 в течение одной недели и достиг пика, переместившись с 57-й строчки. Песня возглавила хит-парады в Нидерландах и Испании и достигла позиции в первой десятке чартов многих других европейских стран. Клип Мадонны вдохновлённый ретро-образами фотосессий девушек от журнала Elle, был снят Томом Мунро. Уильямс был также задействован в видео. Он высказал положительные отзывы о возможной ретроспективе образов. «Give It 2 Me» была номинирована на Грэмми в 2009 году в категории «Лучшая танцевальная запись».
«Miles Away» был выпущен в качестве третьего и последнего сингла альбома 17 октября 2008 года. Он получил положительную оценку от критиков, хотя некоторые из них отметили его сходство с синглом Джастина Тимберлейка 2006 года «What Goes Around.../...Comes Around». «Miles Away» достиг сороковой строчки в официальных чартах Великобритании, Канады, Бельгии и Нидерландов. Песня не появлялась в официальном чарте Соединённых Штатов, но имела успех в американских танцевальных чартах, где для Мадонны она стала седьмой по счёту номер один в чарте Hot Airplay Dance, наибольшее для многих артистов.

## Продвижение
Sticky & Sweet Tour 
В поддержку альбома Мадонна дала мировое турне. Первый концерт прошёл 23 августа 2008 в Кардиффе, Уэльс. 27 января 2009 года на официальном сайте Мадонны анонсирована информация о продолжении тура летом 2009 года. 30 января 2009 там же добавлена новость, где среди стран, в которых планировались выступления, была указана Россия.
Касса турне превысила 408 миллионов долларов, что является вторым результатом в истории (самым кассовым турне было турне группы Rolling Stones Bigger Bang Tour 2005—2007 годов, принёсшее 558 миллионов долларов).

## Список композиций
| №   | Название                                                | Автор(ы) | Длительность |
| --- | ------------------------------------------------------- | -------- | ------------ |
| 1.  | «Candy Shop»                                            |          | 4:16         |
| 2.  | «4 Minutes» (featuring Justin Timberlake and Timbaland) |          | 4:04         |
| 3.  | «Give It 2 Me»                                          | L.I.V.E. | 4:02         |
| 4.  | «Heartbeat»                                             |          | 4:05         |
| 5.  | «Miles Away»                                            |          | 4:49         |
| 6.  | «She's Not Me»                                          |          | 6:05         |
| 7.  | «Incredible»                                            |          | 6:20         |
| 8.  | «Beat Goes On» (featuring Kanye West)                   |          | 4:27         |
| 9.  | «Dance 2night»                                          |          | 5:03         |
| 10. | «Spanish Lesson»                                        |          | 3:38         |
| 11. | «Devil Wouldn't Recognize You»                          |          | 5:09         |
| 12. | «Voices»                                                |          | 3:39         |

### Бонус-треки
Японский CD, iTunes бонус-версия
| №   | Название       | Автор(ы)             | Продюсер(ы)                       | Длительность |
| --- | -------------- | -------------------- | --------------------------------- | ------------ |
| 13. | «Ring My Bell» | P. Williams, Madonna | The Neptunes, сопродюсер: Madonna | 3:54         |

| №   | Название                             | Автор(ы)                                    | Ремикс(ы)                | Длительность |
| --- | ------------------------------------ | ------------------------------------------- | ------------------------ | ------------ |
| 13. | «4 Minutes» (Tracy Young House Edit) | Madonna, T. Mosley, J. Timberlake, N. Hills | Tracy Young              | 3:33         |
| 14. | «4 Minutes» (Rebirth Remix Edit)     | Madonna, T. Mosley, J. Timberlake, N. Hills | Demacio "Demo" Castellon | 3:42         |

| №   | Название                                | Автор(ы)                                    | Ремикс(ы)      | Длительность |
| --- | --------------------------------------- | ------------------------------------------- | -------------- | ------------ |
| 13. | «4 Minutes» (Peter Saves New York Edit) | Madonna, T. Mosley, J. Timberlake, N. Hills | Peter Rauhofer | 5:00         |
| 14. | «4 Minutes» (Junkie XL Remix Edit)      | Madonna, T. Mosley, J. Timberlake, N. Hills | Junkie XL      | 4:38         |
| 15. | «Give It 2 Me» (Paul Oakenfold Edit)    | P. Williams, Madonna                        | Paul Oakenfold | 4:59         |

| №   | Название                                  | Автор(ы)                                    | Ремикс(ы)      | Длительность |
| --- | ----------------------------------------- | ------------------------------------------- | -------------- | ------------ |
| 13. | «4 Minutes» (Bob Sinclar Space Funk Edit) | Madonna, T. Mosley, J. Timberlake, N. Hills | Bob Sinclar    | 3:23         |
| 14. | «4 Minutes» (Junkie XL Remix Edit)        | Madonna, T. Mosley, J. Timberlake, N. Hills | Junkie XL      | 4:38         |
| 15. | «Give It 2 Me» (Paul Oakenfold Edit)      | P. Williams, Madonna                        | Paul Oakenfold | 4:59         |

| №   | Название                           | Автор(ы)                                    | Ремикс(ы)      | Длительность |
| --- | ---------------------------------- | ------------------------------------------- | -------------- | ------------ |
| 13. | «4 Minutes» (Tracy Mixshow)        | Madonna, T. Mosley, J. Timberlake, N. Hills | Tracy Young    | 6:19         |
| 14. | «4 Minutes» (Peter Saves New York) | Madonna, T. Mosley, J. Timberlake, N. Hills | Peter Rauhofer | 10:52        |

### Форматы
- CD — содержащий 12 треков альбома.
- CD Японское Издание — 13 треков, включая бонус-трек «Ring My Bell».
- CD Special Edition Box Set — специальное издание, содержащее 2 бонус-трека, 16-страничный буклет и пакетик леденцов «Starlite».
- LP Limited Edition — 12 треков альбома на двух виниловых пластинках розового и голубого цвета; 1 виниловая чёрная пластинка с двумя ремиксами на трек 4 minutes (Tracy young mixshow, Peter saves New York) и бонусным CD с полным альбомом — 12 треков.
- iTunes Deluxe Pre-order version — издание из 16 треков, включая два ремикса «4 Minutes», бонус-трек «Ring My Bell», цифровой буклет и ремикс «Give It 2 Me».
- iTunes Pre-order version — издание из 13 треков: альбом, цифровой буклет и бонус-трек «Ring My Bell».
- Deluxe Digital version — 15 треков, включая альбом, два ремикса «4 Minutes», цифровой буклет и ремикс «Give It 2 Me».
- Digital version — альбом и цифровой буклет.
- Vodafone Exclusive — с 21 апреля 2008 треки из альбома были доступны для скачивания через мобильный телефон абонентам оператора Vodafone. За неделю до релиза каждый день для скачивания становилась доступной новая песня.

## Продажи
| Страна         | Максимальная позиция | Статус        | Продано копий |
| -------------- | -------------------- | ------------- | ------------- |
| Австралия      | 1                    | золотой       | 35 000        |
| Австрия        | 1                    | золотой       | 10 000        |
| Аргентина      | 1                    | платиновый    | 40 000        |
| Бельгия        | 2                    | платиновый    | 30 000        |
| Бразилия       | 1                    | золотой       | 60 000        |
| Великобритания | 1                    | золотой       | 261 000+      |
| Венгрия        | 1                    | —             | —             |
| Германия       | 1                    | платиновый    | 200 000       |
| Греция         | 1                    | золотой       | 10 500+       |
| Дания          | 1                    | платиновый    | 30 000        |
| Ирландия       | 1                    | платиновый    | 30 000        |
| Испания        | 1                    | —             | 35 000        |
| Италия         | 1                    | 2х платиновый | 140 000       |
| Канада         | 1                    | платиновый    | 140 000       |
| Мексика        | 4                    | платиновый    | 80 000        |
| Нидерланды     | 1                    | платиновый    | 60 000        |
| Новая Зеландия | 5                    | —             | —             |
| Норвегия       | 2                    | —             | —             |
| Польша         | 1                    | золотой       | 10 000+       |
| Португалия     | 1                    | золотой       | 10 000        |
| Россия         | 1                    | 4х платиновый | 80 000        |
| Словакия       | 1                    | платиновый    | 6000          |
| США            | 1                    | золотой       | 617 917       |
| Тайвань        | 5                    | —             | —             |
| Филиппины      | 1                    | золотой       | 10 000        |
| Финляндия      | 1                    | золотой       | 20 000        |
| Франция        | 1                    | платиновый    | 280 000       |
| Чехия          | 1                    | платиновый    | 10 000        |
| Швеция         | 1                    | золотой       | 20 000        |
| Швейцария      | 1                    | платиновый    | 40 000        |
| Южная Корея    | 1                    | золотой       | 4000          |
| Япония         | 1                    | платиновый    | 243 736       |
| Всемирный чарт | 1                    | платиновый    | 2 624 000     |